# Bitwa pod Tuluzą (721)
Bitwa pod Tuluzą – starcie zbrojne, które miało miejsce 9 czerwca 721 roku. Stronami walczącymi były wojska muzułmańskie z Al-Andalus, prowadzone przez gubernatora al-Chaulaniego, i oddziały Księstwa Akwitanii, dowodzone przez Odona Wielkiego. Bitwa była efektem jednej z kampanii, podjętej przez Arabów w czasie ich najazdów na Galię. Starcie zakończyło się zwycięstwem chrześcijan, które na pewien czas powstrzymało ekspansję muzułmanów w Europie Zachodniej.

## Bitwa
Po podporządkowaniu sobie większości ziem królestwa Wizygotów na Półwyspie Iberyjskim, muzułmanie zaczęli przekraczać Pireneje, najeżdżając ostatnią prowincję tego państwa, Septymanię. Goci z Galii nie sprawili Arabom większych trudności i w krótkim czasie stracili znaczną część swoich ostatnich ziem. Chcąc kontynuować ekspansję dalej na zachód, al-Chaulani zainteresował się frankijską Akwitanią. Prawdopodobnie muzułmanie nie wiedzieli o różnicach między Gotami a Frankami, toteż nie spodziewali się większego oporu z ich strony. Gubernator Al-Andalus osobiście stanął na czele armii, która przekroczyła Pireneje i obległa Tuluzę, stolicę księstwa Akwitanii. Miejscowy władca, książę Odon na wieść o zbliżającym się wrogu zbiegł z miasta, co jeszcze wzmocniło pewność siebie Arabów. Odon nie zamierzał jednak pozostawić swych poddanych na łasce najeźdźcy, a opuszczenie przez niego stolicy wynikało z tego, że uważał, iż Akwitańczycy potrzebują pomocy ze strony pozostałych Franków.
Podczas gdy Arabowie oblegali Tuluzę, Odon udał się na dwór Teuderyka IV. Faktycznym władcą państwa Franków nie był jednak król, tylko majordom, Karol Młot i to z nim negocjować musiał książę. Rozmowy przeciągały się jednak, prawdopodobnie była to celowa gra Karola Młota. Odon i frankijski majordom byli bowiem rywalami, zaledwie parę lat wcześniej doszło między nimi do walk, książę Akwitanii popierał bowiem inne stronnictwo w państwie frankijskim. Walki po bitwie pod Soissons w 718 roku zakończyły się zwycięstwem Karola, który ostatecznie wyeliminował także innych rywali, ale dwaj możni nadal nie pałali do siebie sympatią. Po trzech miesiącach jałowych rozmów Odon otrzymał wieści z oblężonej Tuluzy, która znajdowała się już wówczas blisko kapitulacji. Podjął wówczas decyzję o opuszczeniu dworu i zebrał wszystkie dostępne oddziały.
9 czerwca wojska akwitańskie zaatakowały obóz arabski pod Tuluzą. Walki zakończyły się druzgocącym zwycięstwem chrześcijan i masakrą sił muzułmańskich. Dane z niektórych źródeł mówią nawet o 375 000 zabitych co jest oczywiście liczbą bardzo zawyżoną, ale dobrze oddaje skalę strat i wstrząs jaki bitwa wywołała wśród Arabów. Al-Chaulani zdołał wprawdzie zbiec z resztkami wojsk, ale zmarł krótko po bitwie, prawdopodobnie na skutek ciężkich ran. Śmierć gubernatora spotęgowała chaos w szeregach arabskich, wywołany pierwszą większą klęską w polu od czasu inwazji na Europę Zachodnią. Zwycięski Odon miał sporo szczęścia, bowiem pewni siebie Arabowie nie ufortyfikowali nawet obozu oblężniczego i zaniedbywali zwiady, byli zatem zaskoczeni nagłym atakiem przeciwników.

## Następstwa
Arabskie źródła opisują bitwę jako katastrofę, odwołania do niej będą pojawiać się u arabskich dziejopisarzy jeszcze przez wiele lat. Muzułmanie uważali klęskę pod Tuluzą za o wiele ważniejszą w zatrzymaniu procesu podboju Europy, niż starcie pod Poitiers, które z kolei chrześcijanie uznali za punkt zwrotny. Mimo porażki i dużych strat muzułmanie nie przestali wcale najeżdżać południowej Galii, z tym że teraz były to raczej wypady o charakterze łupieżczym niż wielkie wyprawy obliczone na zdobycze terytorialne. Przed 730 rokiem doszło do rebelii Munuzy, Berbera rządzącego częścią Septymanii i Katalonii. Buntownik chciał prawdopodobnie stworzyć niezależne od Al-Andalus władztwo i żeby zabezpieczyć sobie północną granicę, zawarł porozumienie z Odonem, którego przypieczętowaniem był ślub z nieślubną córką księcia. Galia zyskała kilka lat wytchnienia, ale już w 731 roku, nowy gubernator Abd ar-Rahman Ghafiki najechał państewko Munuzy, na nowo podporządkował sobie te tereny, a ich władcę zabił. Za jego rządów Arabowie wznowili ataki na ziemie zajmowane przez Franków, odnosili czasem sukcesy, jak na przykład w bitwie nad rzeką Garonną w 732 roku, ale później ponieśli klęskę pod Poitiers. Wagę zagrożenia arabskiego zrozumiał Karol Młot i jego następcy i zaczęli oni sukcesywnie działać na rzecz wyparcia muzułmanów z Galii, a później także atakując ich w Hiszpanii.